# Palinges
Palinges är en kommun i departementet Saône-et-Loire i regionen Bourgogne-Franche-Comté i östra Frankrike. Kommunen ligger i kantonen Palinges som tillhör arrondissementet Charolles. År 2022 hade Palinges 1 413 invånare.

## Befolkningsutveckling
Antalet invånare i kommunen Palinges
| Referens: INSEE |